# Tapoa-Djerma
Pour les articles homonymes, voir Tapoa.
Tapoa-Djerma est une commune rurale située dans le département de Diapaga de la province de la Tapoa dans la région Est au Burkina Faso.

## Géographie
Tapoa-Djerma se trouve à moins d'un kilomètre au sud de Tapoa-Barrage, à 6 km au nord de Diapaga, le chef-lieu du département, et à 60 km au sud de Kantchari. Le village est traversé par la route nationale 19 et se situe en bordure orientale du lac de barrage de la Tapoa (s'étendant sur 3 479 ha) construit sur la rivière éponyme intermittente.
Situé au sud-est du pays, à la jonction des zones naturelles protégées du parc du W s'étendant sur trois pays (Bénin, Burkina Faso et Niger), le village se trouve à une quinzaine de kilomètres du parc national du W auquel lui est associée la Zone de chasse de Tapoa-Djerma.

## Histoire
Comme son nom l'indique, le village est majoritairement peuplé par l'ethnie Djerma (ou Zarma) originaires de la zone du lac Débo au Mali et ayant descendu le fleuve Niger pour s'installer dans la région de la Tapoa.
En 1961 est construit le barrage sur la Tapoa afin de réguler les étiages et les carences de la rivière qui ne coule que par intermittence lors des six mois de la saison humide (juin-décembre) et de développer des possibilités agricoles et halieutiques accrues dans la région. En juillet 2009, le lac de la Tapoa est classé comme site Ramsar.
Une attaque d'une équipe de forestiers et de pisteurs du poste forestier du village provoque, le 12 janvier 2019, la mort d'un forestier. Le 23 mars 2020, le poste forestier de Tapoa-Djerma subit un incendie criminel et l'enlèvement de pisteurs par des hommes armés.
Dans le cadre de la lutte contre l'insurrection djihadiste au Burkina Faso, les forces armées burkinabè stationnées à Diapaga (appuyées par des Volontaires pour la défense de la patrie ou VDP) mènent les 24 et 25 septembre 2020 une opération militaire à proximité de Tapoa-Djerma pour neutraliser, selon les sources, une dizaine ou quarantaine d'hommes armés signalés dans le secteur et retranchés dans le parc du W, déplorant sept blessés dans leurs rangs.

## Économie
L'économie du village est basée sur l'agriculture de maraîchage facilitée par l'irrigation permise par le barrage de Tapoa ainsi que sur la pêche pratiquée dans le lac créé par le barrage. Elle profite également du tourisme généré par le parc national du W.

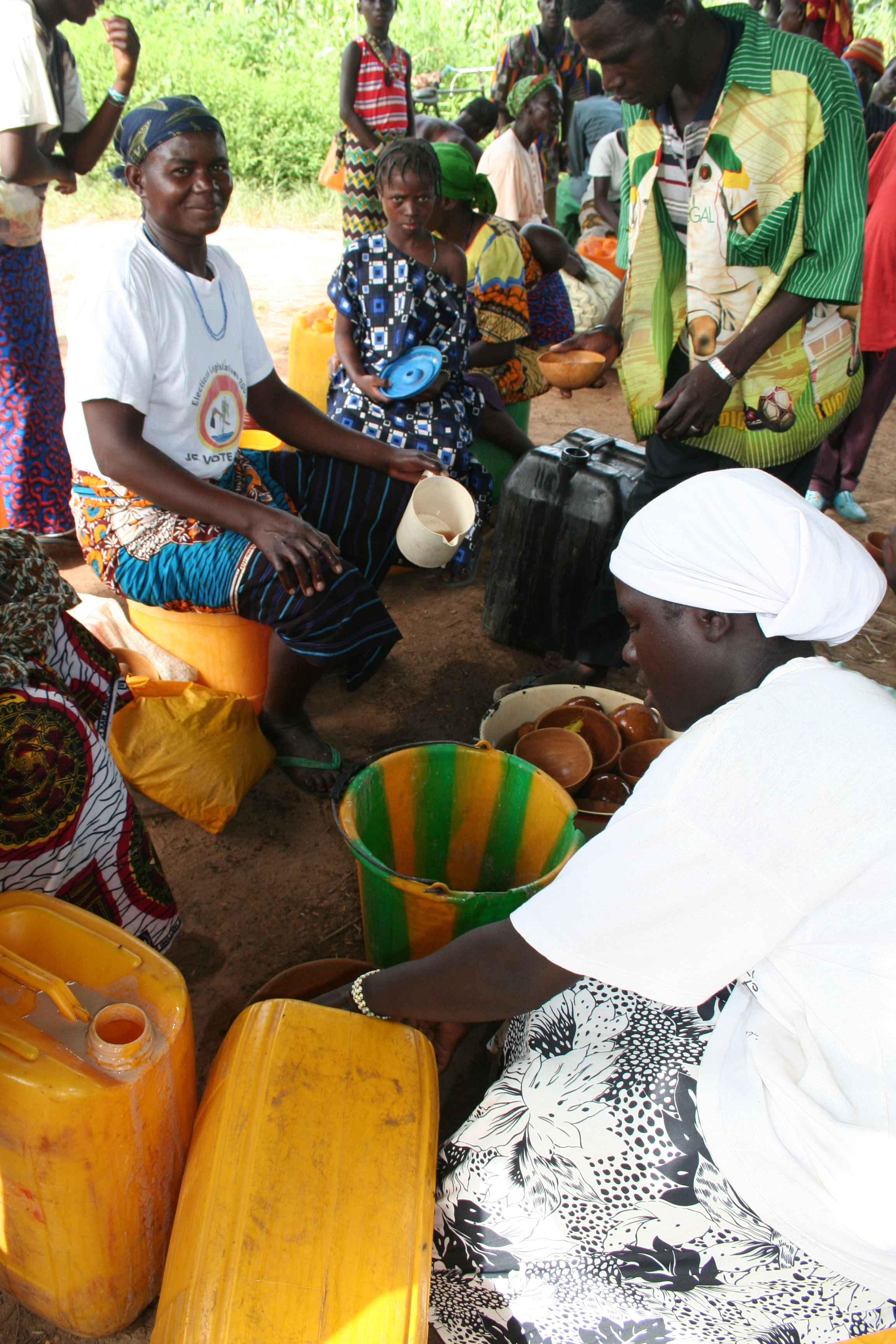
Marché de Tapoa-Djerma.
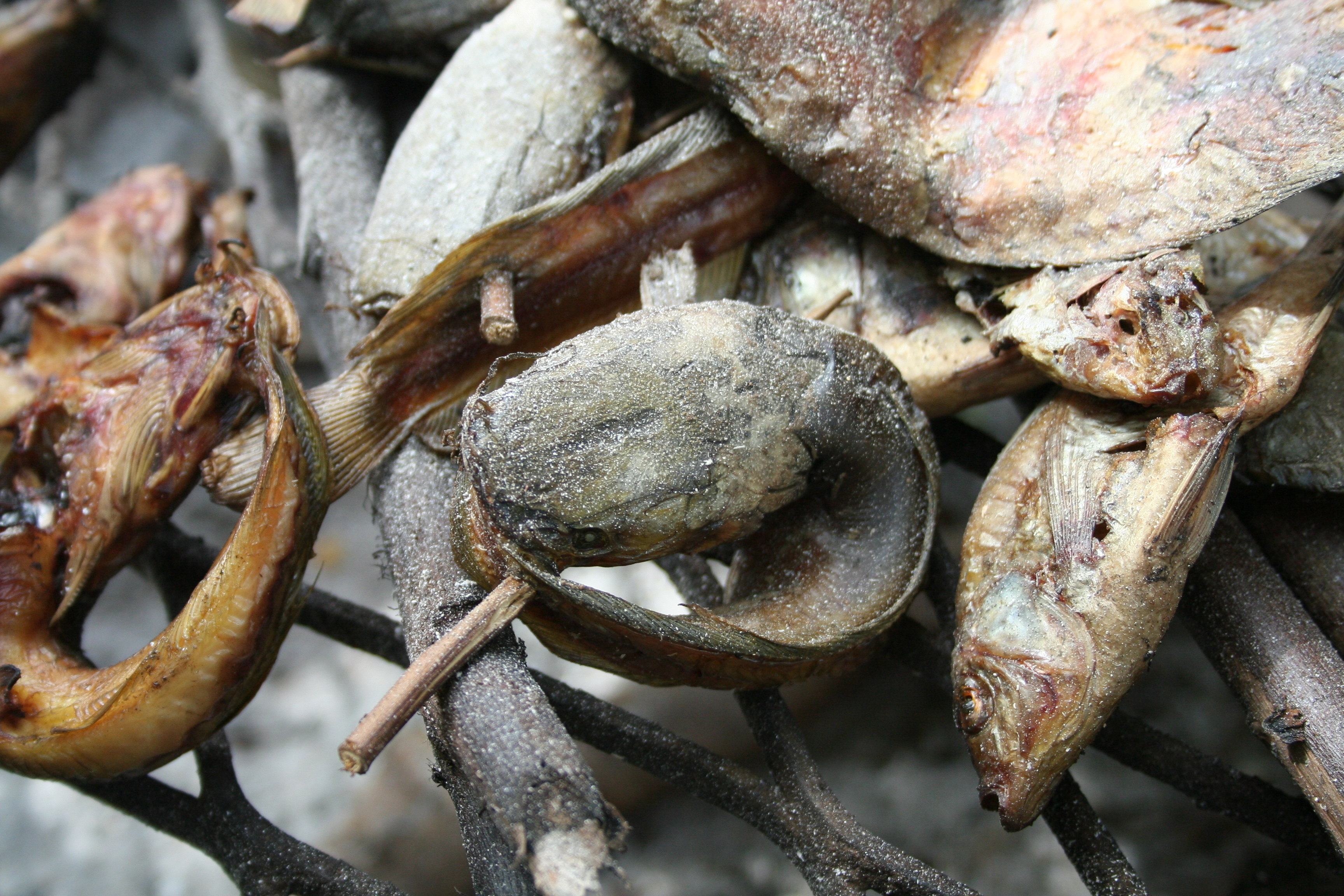
Poissons séchés au marché de Tapoa-Djerma

## Santé et éducation
Tapoa-Djerma accueille un centre de santé et de promotion sociale (CSPS). Les soins plus importants se font au centre médical avec antenne chirurgicale (CMA) de Diapaga.